# Дар'їнський сільський округ
Да́р'їнський сільський округ (каз. Дариян ауылдық округі, рос. Дарьинский сельский округ) — адміністративна одиниця у складі Байтерецького району Західноказахстанської області Казахстану. Адміністративний центр — село Дар'їнське.
Населення — 6283 особи (2021; 6052 у 2009, 5995 у 1999, 6102 у 1989).
Станом на 1989 рік існувала Дар'їнська сільська рада (село Дар'їнське) колишнього Приурального району, села Галіцино та Озерне перебували у складі Володарської сільської ради. 2011 року було ліквідовано село Галіцино.

## Склад
До складу округу входять такі населені пункти:
| Населений пункт  | Старі назви | Населення, осіб (1989) | Населення, осіб (1999) | Населення, осіб (2009) | Населення, осіб (2021) |
| ---------------- | ----------- | ---------------------- | ---------------------- | ---------------------- | ---------------------- |
| Галіцино, село   | -           | 9                      | 0                      | 6                      | -                      |
| Дар'їнське, село | -           | 5316                   | 5239                   | 5329                   | 5701                   |
| Озерне, село     | Дяков       | 777                    | 756                    | 717                    | 582                    |